# ماسایوشی اوکادا
ماسایوشی اوکادا (انگلیسی: Masayoshi Okada؛ زادهٔ ۲۴ مهٔ ۱۹۵۸) داور فوتبال، و بازیکن فوتبال اهل ژاپن است.